# Кёгоку
Кёгоку (яп. 京極町 Кё:гоку-тё:) — посёлок в Японии, находящийся в уезде Абута округа Сирибеси губернаторства Хоккайдо. Площадь посёлка составляет 231,61 км², население — 3218 человек (30 июня 2014), плотность населения — 13,89 чел./км².

## Географическое положение
Посёлок расположен на острове Хоккайдо в губернаторстве Хоккайдо. С ним граничат город Саппоро, посёлки Куттян, Кимобецу и село Акаигава.

## Население
Население посёлка составляет 3218 человек (30 июня 2014), а плотность — 13,89 чел./км². Изменение численности населения с 1980 по 2005 годы:
| 1980 | 4276 чел. |  |
| 1985 | 4125 чел. |  |
| 1990 | 3775 чел. |  |
| 1995 | 3489 чел. |  |
| 2000 | 3505 чел. |  |
| 2005 | 3583 чел. |  |

## Символика
Деревом посёлка считается Quercus crispula, цветком — подсолнечник однолетний.